# Пам'ятки історії Близнюківського району
У Близнюківському районі Харківської області на обліку перебуває 73 пам'ятки історії.
| № п/п | Охоронний номер пам'ятки | Місце знаходження, (адреса) пам'ятки          | Найменування пам'ятки | Автор, дослідник пам'ятки. Дата відкриття                        | Матеріал, з якого виготовлений пам'ятник. Основні розміри                          | Категорія охорони пам'ятки | Номер і дата рішення державних органів про взяття пам'ятки під охорону | Охоронна зона                                                  |
| ----- | ------------------------ | --------------------------------------------- | --- | ---------------------------------------------------------------- | ---------------------------------------------------------------------------------- | -------------------------- | ---------------------------------------------------------------------- | -------------------------------------------------------------- |
|       |                          |                                               | |                                                                  |                                                                                    |                            |                                                                        |                                                                |
| 2.    | 368                      | смт Близнюки, вул. Радянська                  | Братська могила радянських воїнів партизанів і підпільників. Поховано 278 воїнів. 1942 р., 1943 р.                                        | Харківська скульптурна фабрика 1952 р., 1985 р.                  | Скульптура — 4,5 м, з/б. Постамент — 1,5 м, цегла, мармурова кришка.               | Місцева                    | № 61 від 25.01.72 р.                                                   | 25 м (Наказ управління культури і туризму від 10.09.09. № 234) |
| 3.    | 420                      | смт Близнюки                                  | Могила Ткаченка П. Т. — Героя Радянського Союзу. 1946 р.                                                                                  | Харківська скульптурна фабрика 1975 р.                           | Бюст — 0,8 м, з/б. Постамент — 1,4 м, цегла, цемент.                               | -<< -                      | -<< -                                                                  |                                                                |
| 4.    | 2408                     | смт Близнюки, на околиці при в'їзді до селища | Пам'ятний знак воїнам-визволителям. 1943 р.                                                                                               | Харківська скульптурна фабрика 1985 р.                           | Танк «ИС» на постаменті 2,0х3,0х9,0 м з бетону                                     | -<< -                      | № 142 від 20.05.91 р.                                                  |                                                                |
| 5.    | 369                      | с. Алісівка Алісівської с/р                   | Братська могила радянських воїнів. Поховано 14 воїнів. 1941 р., 1942 р.                                                                   | Харківська скульптурна фабрика 1959 р.                           | Скульптура — 3,0 м, з/б. Постамент — 2,3 м, цегла, мармурова кришка.               | -<< -                      | № 61 від 25.01.72 р.                                                   | 25 м (Наказ управління культури і туризму від 10.09.09. № 234) |
| 6.    | 370                      | с. Андріївка Криштопівської с/р               | Братська могила радянських воїнів. Поховано 36 воїнів. 1942 р., 1943 р.                                                                   | Харківська скульптурна фабрика 1957 р.                           | Скульптура — 2,5 м, з/б. Постамент — 5,0 м, цегла, мармурова кришка.               | -<< -                      | № 61 від 25.01.72 р.                                                   | 25 м (Наказ управління культури і туризму від 10.09.09. № 234) |
| 7.    | 371                      | с. Башилівка Башилівської с/р                 | Братська могила радянських воїнів. Поховано 60 воїнів. 1942 р., 1943 р.                                                                   | Харківська скульптурна фабрика 1957 р.                           | Скульптура — 2,5 м, з/б. Постамент 2 м, цегла, мармурова кришка                    | -<< -                      | -<< -                                                                  | 25 м (Наказ управління культури і туризму від 10.09.09. № 234) |
| 8.    | 1629                     | с. Башилівка Башилівської с/р                 | Пам'ятник воїнам-односельцям 1941—1945 рр.                                                                                                | Харківська скульптурна фабрика 1973 р.                           | Стела 6,0х3,4х0,7 м з/б                                                            | -<< -                      | № 13 від 12.01.81 р.                                                   |                                                                |
|       |                          |                                               | |                                                                  |                                                                                    |                            |                                                                        |                                                                |
| 10.   | 372                      | с. Берестове Берестівської с/р                | Братська могила радянських воїнів. Поховано 146 воїнів. 1942 р., 1943 р.                                                                  | Харківська скульптурна фабрика 1957 р.                           | Скульптура — 2,5 м, з/б. Постамент — 4,1 м, цегла, мармурова кришка                | -<< -                      | -<< -                                                                  | 25 м (Наказ управління культури і туризму від 10.09.09. № 234) |
|       |                          |                                               | |                                                                  |                                                                                    |                            |                                                                        |                                                                |
| 12.   | 373                      | с. Берестове Добровільської с/р               | Братська могила радянських воїнів і партизанів. Поховано 38 чол. 1942 р., 1943 р.                                                         | Харківська скульптурна фабрика 1958 р.                           | Скульптура — 2,5 м, з/б. Постамент — 2,8 м, цегла, мармурова кришка.               | -<< -                      | -<< -                                                                  | 25 м (Наказ управління культури і туризму від 10.09.09. № 234) |
| 13.   | 374                      | с. Бурбулатове Бурбулатівської с/р            | Група братських могил (2) і пам'ятний знак воїнам-односельцям. Поховано 123 воїни. 1942 р., 1943 р., 1941—1945 рр.                        | Харківська скульптурна фабрика 1958 р.                           | Скульптура — 2,5 м, з/б. Постамент — 5,0 м, цегла, мармурова кришка.               | -<< -                      | -<< -                                                                  | 25 м (Наказ управління культури і туризму від 10.09.09. № 234) |
| 14.   | 375                      | с. Варварівка Верхньосамарської с/р           | Братська могила радянських воїнів. Поховано 105 воїнів. 1942 р., 1943 р.                                                                  | Харківська скульптурна фабрика 1964 р.                           | Скульптура — 2,5 м, з/б. Постамент — 2,5 м, цегла, мармурова кришка.               | -<< -                      | -<< -                                                                  | 25 м (Наказ управління культури і туризму від 10.09.09. № 234) |
| 15.   | 376                      | с. Верхньоводяне Самійлівської с/р            | Братська могила радянських воїнів і пам'ятний знак воїнам-односельцям. Поховано 86 воїнів. 1942 р., 1943 р., 1941—1945 рр.                | Харківська скульптурна фабрика 1961 р., 1975 р.                  | Скульптура — 2,5 м, з/б. Постамент — 3,0 м, цегла, мармурова кришка.               | -<< -                      | -<< -                                                                  | 25 м (Наказ управління культури і туризму від 10.09.09. № 234) |
| 16.   | 432                      | с. Верхньоводяне Самійлівської с/р            | Пам'ятник Чапаєву В. І. | Харківська скульптурна фабрика 1959 р.                           | Бюст — 1,0 м, гіпс. Постамент — 2,0 м, цегла, цемент.                              | -<< -                      | -<< -                                                                  |                                                                |
| 17.   | 377                      | с. Верхня Самара Верхньосамарської с/р        | Братська могила радянських воїнів. Поховано 76 воїнів. 1942 р., 1943 р.                                                                   | Харківська скульптурна фабрика 1961 р.                           | Скульптура — 2,5 м, з/б. Постамент — 3,0 м, цегла, мармурова кришка                | -<< -                      | -<< -                                                                  | 25 м (Наказ управління культури і туризму від 10.09.09. № 234) |
| 18.   | 421                      | с. Верхня Самара Верхньосамарської с/р        | Пам'ятний знак воїнам-односельцям. 1941—1945 рр.                                                                                          | Харківська скульптурна фабрика 1973 р.                           | Стела — 3,0х3,0х0,5 м, цегла, цемент                                               | -<< -                      | № 13 від 12.01.81 р.                                                   |                                                                |
| 19.   | 378                      | с. Веселе Верхньосамарської с\р               | Братська могила радянських воїнів. Поховано 150 воїнів. 1942 р., 1943 р.                                                                  | Харківська скульптурна фабрика 1958 р.                           | Скульптура — 4,0 м, з/б. Постамент — 2,7 м, цегла, мармурова кришка.               | Місцева                    | № 61 від 25.01.72 р.                                                   | 25 м (Наказ управління культури і туризму від 10.09.09. № 234) |
| 20.   | 380                      | с. Водяне Лукашівської с/р                    | Братська могила радянських воїнів. Поховано 26 воїнів. 1942 р., 1943 р.                                                                   | Харківська скульптурна фабрика 1983 р.                           | Скульптура — 3,0 м, з/б. Постамент — 2,8 м, цегла, мармурова кришка                | -<< -                      | -<< -                                                                  | 25 м (Наказ управління культури і туризму від 10.09.09. № 234) |
| 21.   | 379                      | с. Вільне Перше Бурбулатівської с/р           | Братська могила радянських воїнів. Поховано 15 воїнів. 1942 р., 1943 р.                                                                   | Харківська скульптурна фабрика 1958 р.                           | Скульптура — 2,2 м, з/б. Постамент — 4,5 м, цегла, мармурова кришка.               | -<< -                      | -<< -                                                                  | 25 м (Наказ управління культури і туризму від 10.09.09. № 234) |
| 22.   | 383                      | с. Далеке Радгоспівської с/р                  | Братська могила радянських воїнів. Поховано 23 воїни. 1942 р., 1943 р.                                                                    | Харківська скульптурна фабрика 1988 р.                           | Скульптура — 3,0х1,0х0,8 м з/б. Постамент — 2,5х3,0х2,5 м, цегла, мармурова кришка | -<< -                      | -<< -                                                                  | 25 м (Наказ управління культури і туризму від 10.09.09. № 234) |
| 23.   | 384                      | с. Добровілля Добровільської с/р              | Братська могила червоноармійців, радянських воїнів і жертв фашизму. Поховані 2 червоноармійці і 88 рад. воїнів. 1919 р., 1942 р., 1943 р. | Харківська скульптурна фабрика 1958 р.                           | Скульптура — 2,5 м, з/б. Постамент — 3,3 м, цегла, цемент                          | -<< -                      | -<< -                                                                  | 25 м (Наказ управління культури і туризму від 10.09.09. № 234) |
| 24.   | 1630                     | с. Добровілля Добровільської с/р              | Пам'ятний знак воїнам-односельцям 1941—1945 рр.                                                                                           | Харківська скульптурна фабрика 1973 р.                           | Стела — 3,0х2,5х0,5 м                                                              | -<< -                      | № 13 від 12.01.81 р.                                                   |                                                                |
|       |                          |                                               | |                                                                  |                                                                                    |                            |                                                                        |                                                                |
| 26.   | 493                      | с. Дубове Семенівської с/р                    | Братська могила радянських воїнів. Поховано 268 воїнів. 1942 р., 1943 р.                                                                  | Харківська скульптурна фабрика 1980 р.                           | Скульптура — 3,0 м, з/б. Постамент — 2,6 м, цегла, мармурова кришка                | -<< -                      | -<< -                                                                  | 25 м (Наказ управління культури і туризму від 10.09.09. № 234) |
| 27.   | 386                      | с. Катеринівка Лукашівської с/р               | Братська могила радянських воїнів. Поховано 37 воїнів. 1942 р., 1943 р.                                                                   | Харківська скульптурна фабрика 1958 р.                           | Скульптура — 2,5 м з/б. Постамент — 3,2 м, цегла, мармурова кришка                 | -<< -                      | -<< -                                                                  | 25 м (Наказ управління культури і туризму від 10.09.09. № 234) |
| 28.   | 387                      | с. Криштопівка Криштопівської с/р             | Братська могила радянських воїнів і жертв фашизму. Поховано 106 чол. 1942 р., 1943 р.                                                     | Харківська скульптурна фабрика 1958 р.                           | Скульптура — 2,5 м, з/б. Постамент — 4,6 м, цегла, цемент                          | -<< -                      | -<< -                                                                  | 25 м (Наказ управління культури і туризму від 10.09.09. № 234) |
| 29.   | 382                      | с. Лукашівка Лукашівської с/р                 | Братська могила радянських воїнів. Поховано 67 воїнів. 1942 р., 1943 р.                                                                   | Харківська скульптурна фабрика 1982 р.                           | Скульптура — 2,5 м, з/б Постамент — 0,6 м, цегла, цемент                           | -<< -                      | -<< -                                                                  | 25 м (Наказ управління культури і туризму від 10.09.09. № 234) |
| 30.   | 388                      | с. Миколаївка Друга Криштопівської с/р        | Братська могила радянських воїнів. Поховано 79 воїнів. 1942 р., 1943 р.                                                                   | Харківська скульптурна фабрика 1959 р.                           | Скульптура — 3,0 м, з/б. Постамент — 3,2 м, цегла, цемент                          | -<< -                      | № 61 від 25.01.72 р.                                                   | 25 м (Наказ управління культури і туризму від 10.09.09. № 234) |
| 31.   | 389                      | с. Миролюбівка Лукашівської с/р               | Братська могила радянських воїнів і жертв фашизму. Поховано 32 чол. 1942 р., 1943 р.                                                      | Харківська скульптурна фабрика 1981 р.                           | Скульптура — 2,2 м, з/б. Постамент — 0,4 м, цегла, цемент                          | -<< -                      | -<< -                                                                  | 25 м (Наказ управління культури і туризму від 10.09.09. № 234) |
| 32.   | 390                      | с. Надеждине Надеждинської с/р                | Братська могила радянських воїнів, серед яких похований Кондирєв В. І., Герой Радянського Союзу. Поховано 29 воїнів. 1942 р., 1943 р.     | Харківська скульптурна фабрика 1957 р.                           | Скульптура — 2,5 м, з/б. Постамент — 1,6 м, цегла, цемент.                         | -<< -                      | -<< -                                                                  | 25 м (Наказ управління культури і туризму від 10.09.09. № 234) |
| 33.   | 422                      | с. Надеждине Надеждинської с/р                | Пам'ятник воїнам-односельцям. 1941—1945 рр.                                                                                               | Харківська скульптурна фабрика 1967 р.                           | Скульптура — 3,0 м, з/б. Постамент — 1,0 м, цегла, цемент                          | -<< -                      | -<< -                                                                  |                                                                |
| 34.   | 393                      | с. Новоолександрівка Самійлівської с/р        | Братська могила радянських воїнів і пам'ятний знак воїнам-односельцям. Поховано 54 воїни. 1942 р., 1943 р., 1941—1945 рр.                 | Харківська скульптурна фабрика 1963 р.                           | Скульптура — 2,5 м, з/б. Постамент — 3,5 м, цегла, цемент                          | -<< -                      | № 61 від 25.01.72 р.                                                   | 25 м (Наказ управління культури і туризму від 10.09.09. № 234) |
| 35.   | 391                      | с. Новоіванівка Башилівської с/р              | Братська могила радянських воїнів. Поховано 18 воїнів. 1942 р., 1943 р.                                                                   | Харківська скульптурна фабрика 1964 р.                           | Скульптура — 2,8 м, з/б. Постамент — 2,7 м, цегла, цемент                          | -<< -                      | -<< -                                                                  | 25 м (Наказ управління культури і туризму від 10.09.09. № 234) |
| 36.   | 392                      | с. Новонадеждине, Новонадеждинської с/р       | Братська могила радянських воїнів і жертв фашизму. 1942 р., 1943 р.                                                                       | Харківська скульптурна фабрика 1957 р.                           | Скульптура — 2,5 м, з/б. Постамент — 1,3 м, цегла, цемент                          | -<< -                      | -<< -                                                                  | 25 м (Наказ управління культури і туризму від 10.09.09. № 234) |
| 37.   | 423                      | с. Новонадеждине, Новонадеждинської с/р       | Пам'ятник воїнам-односельцям. 1941—1945 рр.                                                                                               | 1967 р.                                                          | Обеліск — 4,5х1,3х1,3 м, цегла, цемент                                             | -<< -                      | -<< -                                                                  |                                                                |
| 38.   | 394                      | с. Новопавлівка Самійлівської с/р             | Братська могила радянських воїнів. Поховано 75 воїнів. 1942 р., 1943 р.                                                                   | Харківська скульптурна фабрика 1964 р.                           | Скульптура — 2,5 м, з/б. Постамент — 3,0 м, цегла, цемент                          | -<< -                      | -<< -                                                                  | 25 м (Наказ управління культури і туризму від 10.09.09. № 234) |
| 39.   | 395                      | с. Новопокровка Башилівської с/р              | Братська могила радянських воїнів. Поховано 55 воїнів. 1942 р., 1943 р.                                                                   | Харківська скульптурна фабрика 1964 р.                           | Скульптура — 2,5 м, з/б. Постамент — 3,9 м, цегла, цемент.                         | -<< -                      | -<< -                                                                  | 25 м (Наказ управління культури і туризму від 10.09.09. № 234) |
| 40.   | 396                      | с. Новоукраїнка Новоукраїнської с/р           | Братська могила радянських воїнів. Поховано 115 воїнів. 1942 р., 1943 р.                                                                  | Харківська скульптурна фабрика 1957 р.                           | Скульптура — 2,5 м, з/б Постамент — 2,5 м, цегла, цемент.                          | -<< -                      | -<< -                                                                  | 25 м (Наказ управління культури і туризму від 10.09.09. № 234) |
| 41.   | 424                      | с. Новоукраїнка Новоукраїнської с/р           | Пам'ятник воїнам-односельцям. 1941—1945 рр.                                                                                               | Харківська скульптурна фабрика 1966 р.                           | Скульптура — 2,5 м, з/б. Постамент — 2,3 м, цегла, цемент                          | -<< -                      | -<< -                                                                  |                                                                |
| 42.   | 397                      | с. Олександрівка Бурбулатівської с/р          | Братська могила радянських воїнів. Поховано 72 воїни. 1942 р., 1943 р.                                                                    | Харківська скульптурна фабрика 1958 р.                           | Скульптура — 2,5 м, з/б. Постамент — 2,5 м, цегла, цемент                          | -<< -                      | -<< -                                                                  | 25 м (Наказ управління культури і туризму від 10.09.09. № 234) |
| 43.   | 398                      | с. Олексіївка Олексіївської с/р               | Братська могила радянських воїнів. Поховано 23 воїни. 1942 р., 1943 р.                                                                    | Харківська скульптурна фабрика 1961 р.                           | Скульптура — 2,5 м, з/б. Постамент — 5,2 м, цегла, цемент                          | -<< -                      | -<< -                                                                  | 25 м (Наказ управління культури і туризму від 10.09.09. № 234) |
| 44.   | 425                      | с. Олексіївка Олексіївської с/р               | Пам'ятник воїнам-односельцям. 1941—1945 рр.                                                                                               | Харківська скульптурна фабрика 1967 р.                           | Скульптура — 3,0 м, з/б. Постамент — 2,5 м, цегла, цемент.                         | -<< -                      | -<< -                                                                  |                                                                |
|       |                          |                                               | |                                                                  |                                                                                    |                            |                                                                        |                                                                |
| 46.   | 399                      | с. Острівщина Острівщинської с/р              | Братська могила радянських воїнів і пам'ятний знак воїнам-односельцям. Поховано 52 воїни. 1942 р., 1943 р.                                | Харківська скульптурна фабрика 1957 р., 1970 р.                  | Скульптура — 3,0 м, з/б. Постамент — 3,0 м, цегла, цемент.                         | -<< -                      | -<< -                                                                  | 25 м (Наказ управління культури і туризму від 10.09.09. № 234) |
| 47.   | 381                      | с. Петрівське Кіровської с/р                  | Братська могила радянських воїнів. Поховано 15 воїнів. 1942 р., 1943 р.                                                                   | Харківська скульптурна фабрика 1959 р.                           | Скульптура — 2,5 м, з/б. Постамент — 3,5 м, цегла, цемент                          | -<< -                      | -<< -                                                                  | 25 м (Наказ управління культури і туризму від 10.09.09. № 234) |
| 48.   | 401                      | с. Преображенівка Берестівської с\р           | Братська могила радянських воїнів. Поховано 78 воїнів. 1942 р., 1943 р.                                                                   | Харківська скульптурна фабрика 1962 р.                           | Скульптура — 2,2 м, з/б. Постамент — 4,0 м, цегла, цемент                          | Місцева                    | № 61 від 25.01.72 р.                                                   | 25 м (Наказ управління культури і туризму від 10.09.09. № 234) |
| 49.   | 402                      | с. Радгоспне Радгоспівської с/р               | Братська могила радянських воїнів. Поховано 87 воїнів. 1942 р., 1943 р.                                                                   | Харківська скульптурна фабрика 1962 р.                           | Скульптура — 2,2 м, з/б. Постамент — 2,7 м, цегла, цемент.                         | -<< -                      | -<< -                                                                  | 25 м (Наказ управління культури і туризму від 10.09.09. № 234) |
| 50.   | 404                      | с. Роздолівка Софіївської с/р                 | Братська могила радянських воїнів. Поховано 92 воїни. 1942 р., 1943 р.                                                                    | Харківська скульптурна фабрика 1958 р.                           | Скульптура — 3,0 м, з/б. Постамент — 2,7 м, цегла, цемент.                         | -<< -                      | -<< -                                                                  | 25 м (Наказ управління культури і туризму від 10.09.09. № 234) |
| 51.   | 403                      | с. Рижове Алісівської с/р                     | Братська могила радянських воїнів. Поховано 100 воїнів. 1942 р., 1943 р.                                                                  | Харківська скульптурна фабрика 1982 р.                           | Скульптура — 3,2 м, мармурова кришка. Постамент — 0,9 м, цегла, цемент             | -<< -                      | -<< -                                                                  | 25 м (Наказ управління культури і туризму від 10.09.09. № 234) |
| 52.   | 405                      | колишнє с. Рябоконівка Самійлівської с/р      | Братська могила радянських воїнів і пам'ятний знак воїнам-односельцям. Поховано 28 воїнів. 1942 р., 1943 р.                               | Харківська скульптурна фабрика 1964 р., 1975 р.                  | Скульптура — 2,5 м, з/б. Постамент — 2,4 м, цегла, цемент.                         | -<< -                      | -<< -                                                                  | 25 м (Наказ управління культури і туризму від 10.09.09. № 234) |
| 53.   | 406                      | с. Рясне Башилівської с/р                     | Братська могила радянських воїнів. Поховано 26 воїнів. 1942 р., 1943 р.                                                                   | Харківська скульптурна фабрика 1959 р.                           | Скульптура — 2,5 м, з/б. Постамент — 3,0 м, цегла, цемент                          | -<< -                      | -<< -                                                                  | 25 м (Наказ управління культури і туризму від 10.09.09. № 234) |
| 54.   | 407                      | с-ще Садове Близнюківської сел/р              | Братська могила радянських воїнів і пам'ятний знак воїнам-землякам. Поховано 32 воїни. 1942 р., 1943 р.                                   | Харківська скульптурна фабрика 1958 р., 1975 р.                  | Скульптура — 3,0 м, з/б. Постамент — 1,5 м, цегла, цемент                          | -<< -                      | -<< -                                                                  | 25 м (Наказ управління культури і туризму від 10.09.09. № 234) |
| 55.   | 408                      | с. Самійлівка Криштопівської с/р              | Братська могила радянських воїнів. Поховано 23 воїни. 1942 р., 1943 р.                                                                    | Харківська скульптурна фабрика 1983 р.                           | Стела — 1,0х0,8х0,3 м, мармурова кришка                                            | -<< -                      | -<< -                                                                  | 25 м (Наказ управління культури і туризму від 10.09.09. № 234) |
| 56.   | 409                      | с-ще Самійлівка Самійлівської с/р             | Братська могила радянських воїнів. Поховано 143 воїни. 1942 р., 1943 р.                                                                   | Харківська скульптурна фабрика 1964 р.                           | Скульптура — 2,2 м, з/б. Постамент — 4,5 м, цегла, цемент                          | -<< -                      | -<< -                                                                  | 25 м (Наказ управління культури і туризму від 10.09.09. № 234) |
| 57.   | 410                      | с-ще Самійлівка                               | Братська могила радянських воїнів. Поховано 9 воїнів. 1942 р., 1943 р.                                                                    | Харківська скульптурна фабрика 1964 р.                           | Скульптура — 2,5 м, з/б. Постамент — 3,0 м, цегла, цемент                          | -<< -                      | -<< -                                                                  | 25 м (Наказ управління культури і туризму від 10.09.09. № 234) |
| 58.   | 411                      | с. Семенівка Семенівської с/р                 | Братська могила радянських воїнів. Поховано 78 воїнів. 1942 р., 1943 р.                                                                   | Харківська скульптурна фабрика 1975 р.                           | Скульптура — 3,0 м, з/б. Постамент — 1,5 м, цегла, цемент.                         | -<< -                      | -<< -                                                                  | 25 м (Наказ управління культури і туризму від 10.09.09. № 234) |
| 59.   | 412                      | с. Семенівка Семенівської с/р                 | Братська могила радянських воїнів і пам'ятний знак воїнам-односельцям. Поховано 70 воїнів. 1942 р., 1943 р., 1941—1945 рр.                | Харківська скульптурна фабрика 1958 р., 1975 р.                  | Скульптура — 2,8 м, з/б. Постамент — 4,7 м, цегла, цемент                          | -<< -                      | -<< -                                                                  | 25 м (Наказ управління культури і туризму від 10.09.09. № 234) |
| 60.   | 413                      | с. Софіївка Башилівської с/р                  | Братська могила радянських воїнів. Поховано 24 воїни. 1942 р., 1943 р.                                                                    | Харківська скульптурна фабрика 1957 р.                           | Скульптура — 2,5 м, з/б. Постамент — 2,7 м, цегла, цемент                          | -<< -                      | -<< -                                                                  | 25 м (Наказ управління культури і туризму від 10.09.09. № 234) |
| 61.   |                          | с. Софіївка, кладовище                        | Братська могила радянських воїнів. Поховано 4 воїни. 1942 р.                                                                              | В. І. Ревенко, зав. відділу археології ХНМЦ ОКС. 2004 р. 2004 р. | Метал. Висота — 0,7 м.                                                             | -<< -                      | Наказ УК ХОДА № 25 від 02.03.05 р.                                     |                                                                |
| 62.   |                          | с. Софіївка, кладовище                        | Пам'ятник П. О. Шаповалу, повному Георгіївському кавалеру. 14.08. 1899 р. — 20.11. 1963 р.                                                | В. І. Ревенко, зав. відділу археології ХНМЦ ОКС. 2004 р. 2004 р. | Мармурова кришка. Висота — 1,2 м, ширина — 0,7 м.                                  | -<< -                      | Наказ УК ХОДА № 25 від 02.03.05 р.                                     |                                                                |
| 63.   | 414                      | с. Софіївка Перша Софіївської с/р             | Братська могила радянських воїнів. Поховано 92 воїни. 1942 р., 1943 р.                                                                    | Харківська скульптурна фабрика 1957 р.                           | Скульптура — 2,0 м, з/б. Постамент — 4,0 м, цегла, цемент                          | Місцева                    | № 61 від 25.01.72 р.                                                   | 25 м (Наказ управління культури і туризму від 10.09.09. № 234) |
| 64.   | 426                      | с. Софіївка Перша Софіївської с/р             | Пам'ятник воїнам-односельцям. 1941—1945 рр.                                                                                               | Харківська скульптурна фабрика 1973 р.                           | Скульптура — 2,5 м, з/б. Постамент — 2,7 м, цегла, цемент                          | -<< -                      | -<< -                                                                  |                                                                |
| 65.   | 415                      | с. Степове Лукашівської с/р                   | Братська могила радянських воїнів. Поховано 18 воїнів. 1942 р., 1943 р.                                                                   | Харківська скульптурна фабрика 1959 р.                           | Скульптура — 2,0 м, з/б. Постамент — 2,2 м, цегла, цемент                          | -<< -                      | -<< -                                                                  | 25 м (Наказ управління культури і туризму від 10.09.09. № 234) |
| 66.   | 416                      | с. Тимофіївка Берестівської с/р               | Братська могила радянських воїнів. Поховано 239 воїнів. 1942 р., 1943 р.                                                                  | Харківська скульптурна фабрика 1957 р.                           | Скульптура — 2,5 м, з/б. Постамент — 3,2 м, цегла, цемент.                         | -<< -                      | -<< -                                                                  | 25 м (Наказ управління культури і туризму від 10.09.09. № 234) |
| 67.   | 417                      | с. Уплатне Уплатнівської с/р                  | Братська могила радянських воїнів і пам'ятний знак воїнам-односельцям. Поховано 143 воїни. 1942 р., 1943 р.                               | Харківська скульптурна фабрика. 1957 р.                          | Скульптура — 2,5 м, з/б. Постамент — 4,8 м, цегла, цемент                          | -<< -                      | -<< -                                                                  | 25 м (Наказ управління культури і туризму від 10.09.09. № 234) |
| 68.   | 418                      | с. Червоне Башилівської с/р                   | Братська могила радянських воїнів. Поховано 23 воїни. 1942 р., 1943 р.                                                                    | Харківська скульптурна фабрика 1956 р.                           | Скульптура — 2,5 м, з/б. Постамент — 1,0 м, цегла, цемент.                         | -<< -                      | -<< -                                                                  | 25 м (Наказ управління культури і туризму від 10.09.09. № 234) |
| 69.   | 2405                     | с. Червоне, вул. З. Бакая                     | Братська могила радянських воїнів. Поховано 13 воїнів. 1942 р., 1943 р.                                                                   | Харківська скульптурна фабрика. 1985 р.                          | Обеліск — 1,6х1,6х0,8 м, з/б                                                       | -<< -                      | -<< -                                                                  | 25 м (Наказ управління культури і туризму від 10.09.09. № 234) |
| 70.   | 2406                     | с. Червоне, вул. З. Бакая                     | Братська могила радянських воїнів. Поховано 68 воїнів. 1942 р., 1943 р.                                                                   | Харківська скульптурна фабрика 1984 р.                           | Обеліск — 1,6х1,6х0,8 м, з/б                                                       | -<< -                      | -<< -                                                                  | 25 м (Наказ управління культури і туризму від 10.09.09. № 234) |
| 71.   | 2407                     | с. Червоне, вул. З. Бакая                     | Братська могила радянських воїнів. Поховано 6 воїнів. 1942 р., 1943 р.                                                                    | Харківська скульптурна фабрика 1984 р.                           | Обеліск — 1,6х1,6х0,8 м, з/б.                                                      | -<< -                      | -<< -                                                                  | 25 м (Наказ управління культури і туризму від 10.09.09. № 234) |
| 72.   | 419                      | с. Шевченкове Перше Кіровської с/р            | Братська могила радянських воїнів. Поховано 19 воїнів. 1942 р., 1943 р.                                                                   | Харківська скульптурна фабрика 1958 р.                           | Скульптура — 1,85 м, з/б. Постамент — 3,5 м, цегла, цемент                         | -<< -                      | -<< -                                                                  | 25 м (Наказ управління культури і туризму від 10.09.09. № 234) |
| 73.   | 400                      | с. Широке Самійлівської с/р                   | Братська могила радянських воїнів серед яких похований Єлохін А. О. — Герой Радянського Союзу. Поховано 30 воїнів. 1942 р., 1943 р.       | Харківська скульптурна фабрика 1959 р.                           | Скульптура — 2,0 м, з/б. Постамент — 2,8 м, цегла, цемент                          | -<< -                      | -<< -                                                                  | 25 м (Наказ управління культури і туризму від 10.09.09. № 234) |
|       |                          |                                               | |                                                                  |                                                                                    |                            |                                                                        |                                                                |